# Festival Internacional de Cine de Venecia de 1972
La 33ª Mostra de Venecia se celebró del 21 de agosto al 3 de septiembre de 1972. No hubo jurado porque las ediciones de 1969 hasta 1979 no fueron competitivas.

## Películas

### Selección oficial

#### En Competición
Las películas siguientes se presentaron en la sección oficial:
| Título en español                     | Título original               | Director(es)                                            | País           |
| ------------------------------------- | ----------------------------- | ------------------------------------------------------- | -------------- |
| La naranja mecánica                   | A Clockwork Orange            | Stanley Kubrick                                         | Reino Unido    |
| Paz separada                          | A Separate Peace              | Larry Peerce                                            | EE. UU.        |
| Los amaneceres son aquí más apacibles | A zori zdes tikhie            | Stanislav Rostotsky                                     | URSS           |
| Cabaret                               | Cabaret                       | Bob Fosse                                               | EE. UU.        |
| Calcutta 71                           | Calcutta 71                   | Mrinal Sen                                              | India          |
| El mercader de las cuatro estaciones  | Händler der vier Jahreszeiten | Rainer Werner Fassbinder                                | RFA            |
| Felix and Otilia                      | Felix si Otilia               | Iulian Mihu                                             | Rumanía        |
| Floch                                 | Floch                         | Dan Wolman                                              | Israel         |
| Klara Lust                            | Klara Lust                    | Kjell Grede                                             | Suecia         |
| Field Lilies                          | Lalie polné                   | Elo Havetta                                             | Checoslovaquia |
| El valle                              | La vallée                     | Barbet Schroeder                                        | Francia        |
| Made                                  | Made                          | John Mackenzie                                          | Reino Unido    |
| Majstor i Margarita                   | Majstor i Margarita           | Aleksandar Petrovic                                     | Yugoslavia     |
| Mein lieber Robinson                  | Mein lieber Robinson          | Roland Gräf                                             | RFA            |
| Nathalie Granger                      | Nathalie Granger              | Marguerite Duras                                        | Francia        |
| Hermana de verano                     | Natsu no imoto                | Nagisa Ōshima                                           | Japón          |
| Los conspiradores                     | Os Inconfidentes              | Joaquim Pedro de Andrade                                | Brasil         |
| Salomé                                | Salomé                        | Carmelo Bene                                            | Italia         |
| Play It As It Lays                    | Play It As It Lays            | Frank Perry                                             | EE. UU.        |
| El mesías salvaje                     | Savage Messiah                | Ken Russell                                             | Reino Unido    |
| Siddhartha                            | Siddhartha                    | Conrad Rooks                                            | EE. UU.        |
| Slike iz zivota udarnika              | Slike iz zivota udarnika      | Bata Cengic                                             | Yugoslavia     |
| Fuego de paja                         | Strohfeuer                    | Volker Schlöndorff                                      | RFA            |
| Szindbád                              | Szindbád                      | Zoltán Huszárik                                         | Hungría        |
| El candidato                          | The candidate                 | Michael Ritchie                                         | EE. UU.        |
| Todo va bien                          | Tout va bien                  | Jean-Luc Godard, Jean-Pierre Gorin, Groupe Dziga Vertov | Francia        |
| Tutte le domeniche mattina            | Tutte le domeniche mattina    | Carlo Tuzii                                             | Italia         |

### Venezia Giovani[4]
| Título en español                 | Título original                                 | Director(es)          | País        |
| --------------------------------- | ----------------------------------------------- | --------------------- | ----------- |
| Sea of Silence                    | Bas ya Bahar                                    | Khalid Al Siddiq      | Kuwait      |
| Esta noche o nunca                | Heute nacht oder nie                            | Konrad Wolf           | RDA         |
| Yo tenía 19 años                  | Ich war neunzehn                                | Martin Brest          | EE. UU.     |
| Night of the Flowers              | La notte dei fiori                              | Gian Vittorio Baldi   | Italia      |
| Les deux saisons de la vie        | Les deux saisons de la vie                      | Samy Pavel            | Francia     |
| Ludwig: Réquiem por un rey virgen | Ludwig - Requiem für einen jungfräulichen König | Hans-Jürgen Syberberg | RFA         |
| Narko - en film om kærlighed      | Narko - en film om kærlighed                    | Claus Ørsted          | Dinamarca   |
| Pianeta Venere                    | Pianeta Venere                                  | Elda Tattoli          | Italia      |
| Caiga quien caiga                 | The Harder They Come                            | Perry Henzell         | Jamaica     |
| The Ragman's Daughter             | The Ragman's Daughter                           | Harold Becker         | Reino Unido |
| Tú y yo                           | Ty i ya                                         | Larisa Shepitko       | URSS        |

### Venezia Critici
| Título en español                    | Título original                      | Director(es)          | País        |
| ------------------------------------ | ------------------------------------ | --------------------- | ----------- |
| Agit                                 | Agit                                 | Yilmaz Güney          | Turquía     |
| Der Dritte                           | Der Dritte                           | Egon Günther          | RDA         |
| El miedo del portero ante el penalti | Die Angst des Tormanns beim Elfmeter | Wim Wenders           | RFA         |
| Hatzad Hasheni                       | Hatzad Hasheni                       | Baruch Dienar         | Israel      |
| Foreigners                           | Jag heter Stelios                    | Johan Bergenstråhle   | Suecia      |
| Le temps d'une chasse                | Le temps d'une chasse                | Francis Mankiewicz    | Canadá      |
| My Childhood                         | My Childhood                         | Bill Douglas          | Reino Unido |
| Nevestka                             | Nevestka                             | Khodzha Kuli Narliyev | URSS        |
| Nidhanaya                            | Nidhanaya                            | Lester James Peries   | Sri Lanka   |
| The Postman                          | Postchi                              | Dariush Mehrjui       | Irán        |
| Puterea si adevarul                  | Puterea si adevarul                  | Manole Marcus         | Rumanía     |
| Shantata! Court Chalu Aahe           | Shantata! Court Chalu Aahe           | Satyadev Dubey        | India       |

## Retrospectivas
En esta edición, se recordó las figuras de Charles Chaplin, Mae West y se hace un repaso al cine africano y yugoslavo.

## Premios[6]
- Premio Juventutd de Venecia a la mejor ópera prima: Les deux saisons de la vie de Samy Pavel
- León de Plata a la mejor ópera prima: My Childhood de Bill Douglas
- Premio FIPRESCI 
  - The Cruel Sea de Khalid Al Siddiq
  - Seemabaddha de Satyajit Ray

Mención de Honor - Le vieil Anaï de Jean Rouch
- Premio Pasinetti a la mejor Película extranjera- La naranja mecánica de Stanley Kubrick
- León de Oro a toda una carrera: Charlie Chaplin, Anatoli Golovnya y Billy Wilder